# Hugo Werner-Kahle

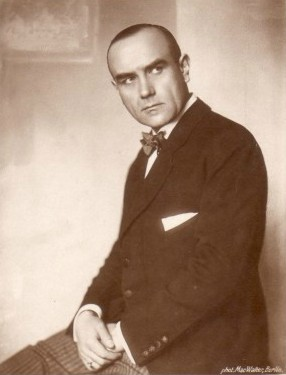

Hugo Werner-Kahle, gebürtig Hermann Joseph Hugo Schraplau (* 5. August 1882 in Aachen; † 1. Mai 1961 in Berlin), war ein deutscher Schauspieler.

## Leben
Hugo Werner-Kahle gab nach seiner Ausbildung bei Franz Deutschinger in Wiesbaden 1898 seinen Einstand am dortigen Residenztheater. Nach weiteren Bühnenstationen spielte er ab 1903 mehrere Jahre am Residenztheater von Hannover. Werner-Kahle war vor allem Väterdarsteller, besonders als Jüttner in Alt-Heidelberg, Werner in Minna von Barnhelm, General in Feydeaus Die Dame vom Maxim, Grobitsch in Hartlebens Rosenmontag und Göttling in Sudermanns Stein unter Steinen. Vor dem Ersten Weltkrieg kam er nach Berlin und setzte seine Tätigkeit dort an der Komischen Oper und am Schillertheater fort.
Ab Ende des Ersten Weltkrieges war er auch Filmschauspieler, besonders in Wiener Ateliers. Er wurde zu einem vielbeschäftigten Nebendarsteller. Darüber hinaus agierte er auch am Wiener Volkstheater. Ab 1936 schränkte er seine Filmarbeit deutlich ein. Bedeutung erlangte er nun als Leiter der Schauspielschule am Deutschen Theater (1937–1946). 
Nach Kriegsende war er nur noch als Bühnenschauspieler an der Tribüne und am Theater am Kurfürstendamm aktiv. Er war in zweiter Ehe mit der Schauspielerin Annemarie Steinsieck verheiratet.

## Filmografie
- 1913: Der Excentric-Club
- 1916: Diebe – und Liebe
- 1916: Sein süßes Mädel
- 1917: Katharina Karaschkin
- 1918: Europa postlagernd
- 1918: Mitternacht
- 1920: Der Graf von Cagliostro
- 1920: Glanz und Elend der Kurtisanen
- 1922: Das Geld auf der Straße
- 1924: Die Andere
- 1924: Gehetzte Menschen
- 1924: Moderne Laster
- 1925: Die Frau mit dem Etwas
- 1925: Der Hahn im Korb
- 1925: Schatten der Weltstadt
- 1926: Der Ritt in die Sonne
- 1926: Das Gasthaus zur Ehe
- 1926: In der Heimat, da gibt’s ein Wiedersehn!
- 1926: Die Warenhausprinzessin
- 1927: Brennende Grenze
- 1927: Das Erwachen des Weibes
- 1927: Der goldene Abgrund
- 1927: Der große Unbekannte
- 1927: Herkules Maier
- 1928: Adam und Eva
- 1928: Freiwild
- 1928: Geschlecht in Fesseln
- 1928: Die seltsame Nacht der Helga Wangen
- 1928: Die Yacht der sieben Sünden
- 1928: Der Mann mit dem Laubfrosch
- 1929: Besondere Kennzeichen
- 1929: Drei machen ihr Glück
- 1929: Geschminkte Jugend
- 1929: Kehre zurück! Alles vergeben!
- 1929: Lux, der König der Verbrecher
- 1929: Meineid
- 1929: Mutterliebe
- 1930: Das Donkosakenlied
- 1930: Revolte im Erziehungshaus
- 1930: Hai-Tang. Der Weg zur Schande
- 1930: Zwei Krawatten
- 1931: Luise, Königin von Preußen
- 1931: Schachmatt
- 1931: Der unbekannte Gast
- 1932: Grün ist die Heide
- 1932: Kuhle Wampe oder: Wem gehört die Welt?
- 1932: Der tolle Bomberg
- 1933: Großstadtnacht
- 1934: Die englische Heirat
- 1934: Rosen aus dem Süden
- 1935: Der alte und der junge König
- 1935: Frischer Wind aus Kanada
- 1935: Punks kommt aus Amerika
- 1935: Einer zuviel an Bord
- 1935: Der stählerne Strahl
- 1936: Neunzig Minuten Aufenthalt
- 1936: Port Arthur
- 1936: Moskau – Shanghai
- 1936: Eine Frau ohne Bedeutung
- 1937: Die gelbe Flagge
- 1937: Husaren, heraus
- 1937: Pan
- 1937: Togger
- 1937: Gabriele: eins, zwei, drei
- 1938: Der Maulkorb
- 1940: Ritorno
- 1940: Traummusik
- 1940: Unser Fräulein Doktor
- 1944: Die Affäre Roedern